# 6153 Херші
6153 Херші (6153 Hershey) — астероїд головного поясу, відкритий 19 липня 1990 року.
Тіссеранів параметр щодо Юпітера — 3,185.